# Бел епок
 Тази статия е за периода от европейската история.  За филма вижте Бел епок (филм).  
Бел епо̀к (на френски: Belle Époque – хубавото време, прекрасната епоха) е период от европейската история, датиран приблизително между края на Френско-пруската война (1871 г.) и началото на Първата световна война (1914 г.). Характеризира се с ускорен технически прогрес, икономически растеж, мир в политическите отношения, разцвет на културата и изкуството в много европейски страни, преди всичко във Франция и Великобритания. Това е златната епоха на автомобилостроенето и въздухоплаването, малките кафенета и кабарета, време на разцвета на фотографията, зараждането на киното, значителни успехи на науката, археологията и модернизма в изкуството.
Отношението към този период се характеризира с известна доза носталгия и понякога на него се гледа като на загубен рай. Общото настроение тогава е оптимистично, примесено с безгрижие. По това време хората започват да се организират в синдикати и възникват първите социалистически партии, които постепенно набират сила и стават все по-влиятелни. Във Франция това съвпада с Третата република, във Великобритания – с последните години на Викторианската епоха. В САЩ това е времето на Позлатената епоха, а в световен мащаб – Втората индустриална революция.
В изкуството това е епохата на кубизма, експресионизма и ар нуво.